# Låssbytjärnen
Låssbytjärnen är en sjö i Årjängs kommun i Värmland och ingår i Göta älvs huvudavrinningsområde. Sjön är 6,2 meter djup, har en yta på 0,233 kvadratkilometer och befinner sig 133 meter över havet. Sjön avvattnas av vattendraget Tarmsälven.

## Delavrinningsområde
Låssbytjärnen ingår i det delavrinningsområde (659700-127357) som SMHI kallar för Mynnar i Stora Le/Foxen. Medelhöjden är 186 meter över havet och ytan är 12,95 kvadratkilometer. Det finns inga avrinningsområden uppströms utan avrinningsområdet är högsta punkten. Tarmsälven som avvattnar avrinningsområdet har biflödesordning 3, vilket innebär att vattnet flödar genom totalt 3 vattendrag innan det når havet efter 251 kilometer. Avrinningsområdet består mestadels av skog (79 procent). Avrinningsområdet har 0,41 kvadratkilometer vattenytor vilket ger det en sjöprocent på 3,2 procent.